# Liste des évêques de Caxito
La liste des évêques de Caxito recense les noms des évêques qui se sont succédé sur le siège épiscopal de Caxito, en Angola depuis la création du diocèse homonyme (Dioecesis Caxitonsis) le 6 juin 2007 par démembrement de l'archidiocèse de Luanda.  

## Liste des évêques
- 6 juin 2007 - 26 mars 2018 : António Francisco Jaca, SVD, nommé évêque de Benguela

## Sources
- (en) Fiche du diocèse sur le site catholic-hierarchy.org